# Dieter Schüler
Dieter Schüler (* 8. Oktober 1941 in Hornhausen; † 16. Februar 2024) war ein deutscher Fußballspieler. Für den 1. FC Magdeburg spielte er kurzzeitig in der Oberliga, der höchsten Spielklasse des Fußballverbandes der DDR.
Schüler begann seine Fußball-Laufbahn bei der SG Dynamo in Oschersleben, die ab 1961 durch Übertragung der Trägerschaft auf die Grenztruppen der DDR zur Armeesportgemeinschaft Vorwärts Oschersleben wurde. Nachdem Schüler für den Männerbereich spielberechtigt geworden war, spielte er für Oschersleben in der damals viertklassigen Bezirksliga Magdeburg.
In Magdeburg war Ende 1965 der 1. FC Magdeburg als Nachfolger der Sektion Fußball des SC Aufbau gegründet worden. Zu dieser Zeit bewegten sich die Magdeburger in der Abstiegszone der DDR-Oberliga und Trainer Ernst Kümmel wurde entlassen. Sein Nachfolger Günter Weitkuhn wollte vor allem das Sturmspiel des Klubs beleben, der in den ersten 13 Spielen der Saison mit nur neun Treffern den schlechtesten Angriff der Oberliga gestellt hatte. Er wurde unter anderen auf den talentierten Stürmer Dieter Schüler aus Oschersleben aufmerksam und holte ihn zu Beginn der zweiten Saisonhälfte nach Magdeburg. Am dritten Spieltag der Rückrunde setzte er Schüler als halbrechten Stürmer erstmals in dem Oberligapunktspiel Hansa Rostock – 1. FCM (0:1) ein. Auch die folgenden drei Punktspiele bestritt Schüler, außerdem wirkte er in zwei Pokalspielen mit. Am 5. März 1966 schoss er im Punktspiel 1. FCM – Dynamo Dresden (2:1) sein einziges Oberligator. Das Pokalspiel 1. FCM – Hansa Rostock (0:1) am 23. März 1966 war Schülers letztes Pflichtspiel für die 1. Mannschaft des FCM.
Am Ende der Saison 1965/66 kehrte Schüler zu seiner alten Sportgemeinschaft zurück, die inzwischen als Motor/Vorwärts Oschersleben antrat. Dort spielte er zwei Jahre in der nun drittklassigen Bezirksliga. 1969 wurde Schüler von der in der zweitklassigen DDR-Liga spielenden BSG Lok Stendal verpflichtet. Doch auch hier spielte er nur für eine Saison, um dann erneut nach Oschersleben zurückzukehren. 1972 wurde er mit Motor/Vorwärts Bezirksmeister und stieg für ein Jahr in die DDR-Liga auf. Seine aktive Laufbahn beendete Schüler 1985 bei der heimatlichen BSG Aufbau Hornhausen. In späteren Jahren trainierte Schüler unterklassige Fußballmannschaften seiner Region.